# Malik Shams al-Din Ali ibn Masud
Shams al-Din Ali ibn Masud ibn Khalaf ibn Mihraban (mort març/abril de 1255) fou el primer malik mihrabànida de Sistan el 1236.
Pertanyia a una de les principals famílies del Sistan i fou aclamat com a malik per la població a la meitat del 1236, un any després que els mongols havien capturat la ciutat de Zarandj. Després de reconstruir les fortaleses que els mongols havien destruït i d'establir la seva autoritat sobre la província va deixar al seu germà Mubaraz al-Din Abu l-Fath al front del govern de Sistan i va anar a la cort del gran kan Ogodei on fou confirmat com a malik vassall del gran kan, amb la condició de pagar les taxes establertes pels mongols i de destruir una fortalesa al districte de Farah.
El 1253 la ciutat de Nih, a l'oest de Sistan, fou assetjada pel general mongol Neguder. Shams al-Din Ali va encapçalar un exèrcit que va anar en ajut de la ciutat i va forçar a Neguder a negociar la pau; després va passar un any fent campanya al nord del Balutxistan. El 1255 va esclatar una revolta a Zarandj i el sobirà kàrtida d'Herat, Malik Shams al-Din I, va marxar al sud i es va apoderar de la ciutat. Shams al-Din Ali va abandonar la seguretat del seu palau i fou mort pel rebels i els kàrtides van conservar el control del Sistan fins al 1261 quan el fill de Mubariz al-Din, Nasir al-Din Muhammad va recuperar la capital.